# 志摩郡 (三重県)
- 令制国一覧 > 東海道 > 志摩国 > 志摩郡
- 日本 > 近畿地方 > 三重県 > 志摩郡

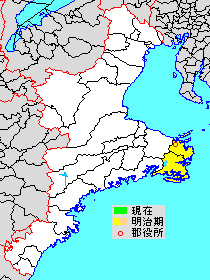
三重県志摩郡の範囲（水色：後に他郡から編入した区域）

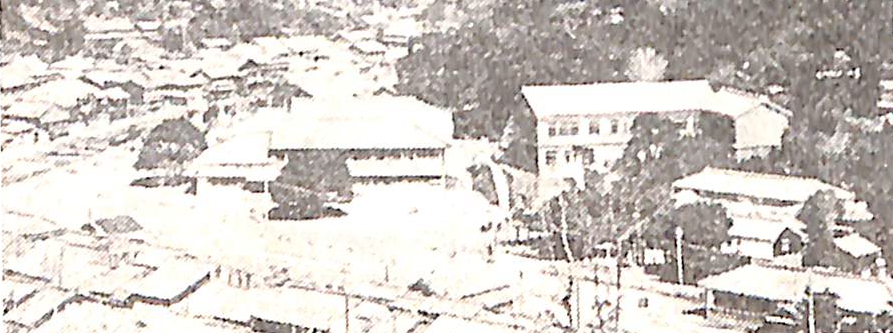
1919年の志摩郡役所（画像右下）
背後は鳥羽尋常高等小学校（現・鳥羽市立鳥羽小学校）

志摩郡（しまぐん）は、三重県（志摩国）にあった郡。

## 郡域
1896年（明治29年）に行政区画として発足した当時の郡域は、鳥羽市全域および志摩市の大部分（磯部町栗木広・桧山・山原を除く）にあたる。

## 歴史

### 志摩郡（第1次）
- 元は志摩国全域を郡域とする郡（しまのこおり）であった。
- 養老3年（719年） - 答志郡と佐芸郡（後に英虞郡に改称）に分割され、一旦消滅。

### 志摩郡（第2次）

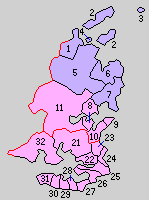
1.鳥羽町 2.答志村 3.神島村 4.坂手村 5.加茂村 6.鏡浦村 7.長岡村 8.的矢村 9.安乗村 10.国府村 11.磯部村 21.鵜方村 22.立神村 23.甲賀村 24.志島村・名田村・畔名村 25.波切村 26.船越村 27.片田村 28.布施田村 29.和具村 30.越賀村 31.御座村 32.浜島村（紫：鳥羽市 桃：志摩市）

- 明治29年（1896年）4月1日 - 郡制の施行のため、答志郡・英虞郡の区域をもって再び発足。（1町24村）
  - 旧・答志郡（1町10村） - 鳥羽町、答志村、神島村、坂手村、加茂村、鏡浦村、長岡村（現・鳥羽市）、磯部村、的矢村、安乗村、国府村（現・志摩市）
  - 旧・英虞郡（14村） - 鵜方村、立神村、甲賀村、志島村、畔名村、名田村、波切村、船越村、片田村、布施田村、和具村、越賀村、御座村、浜島村（現・志摩市）
- 明治30年（1897年）
  - 5月31日（1町27村）
    - 答志村の一部（菅島）が分立して菅島村が発足。
    - 答志村の一部（桃取）が分立して桃取村が発足。
    - 鵜方村の一部（神明浦）が分立して神明村が発足。

  - 9月1日 - 郡制を施行。郡役所が鳥羽町に設置。
- 大正8年（1919年）10月1日 - 浜島村が町制施行して浜島町となる。（2町26村）
- 大正12年（1923年）4月1日 - 郡会が廃止。郡役所は存続。
- 大正15年（1926年）7月1日 - 郡役所が廃止。以降は地域区分名称となる。
- 昭和3年（1928年）8月1日 - 波切村が町制施行して波切町となる。（3町25村）
- 昭和10年（1935年）時点での当郡の面積は277.24平方km、人口は73,776人（男35,046人・女38,730人）[1]。
- 昭和14年（1939年）7月1日 - 和具村が町制施行して和具町となる。（4町24村）
- 昭和17年（1942年）6月10日 - 坂手村が鳥羽町に編入。（4町23村）
- 昭和26年（1951年）1月1日 - 鵜方村が町制施行して鵜方町となる。（5町22村）
- 昭和29年（1954年）
  - 8月1日 - 波切町・船越村・名田村が合併して大王町が発足。（5町19村）
  - 11月1日 - 鳥羽町・加茂村・長岡村・鏡浦村・桃取村・答志村・菅島村・神島村が合併して鳥羽市が発足し、郡より離脱。（4町12村）
  - 12月1日 - 和具町・片田村・布施田村・越賀村・御座村が合併して志摩町が発足。（4町8村）
- 昭和30年（1955年）
  - 1月1日 - 鵜方町・神明村・立神村・志島村・甲賀村・国府村・安乗村が合併して阿児町が発足。（4町2村）
  - 2月11日 - 磯部村・的矢村が度会郡神原村の一部（栗木広・檜山・山原）と合併して磯部町が発足。（5町）
- 昭和31年（1956年）9月30日 - 畔名村が大王町に編入。
- 平成16年（2004年）10月1日 - 浜島町・大王町・志摩町・阿児町・磯部町が合併して志摩市が発足。同日志摩郡消滅。三重県内では1956年の郡再編以来、初の郡消滅となった。

### 変遷表
| 旧 郡    | 明治以前   | 明治初年 - 明治10年 | 明治11年 - 明治22年 | 明治22年 4月1日 町村制施行 | 明治22年 - 昭和19年          | 昭和20年 - 昭和29年        | 昭和30年 - 昭和64年    | 平成元年 - 現在        | 現在   |
| -------- | ---------- | ------------------- | ------------------- | -------------------------- | ---------------------------- | -------------------------- | ---------------------- | ---------------------- | ------ |
| 答 志 郡 | 鳥羽城下   | 明治4年 本町        | 明治11年 鳥羽町     | 鳥羽町                     | 鳥羽町                       | 昭和29年11月1日 鳥羽市     | 鳥羽市                 | 鳥羽市                 | 鳥羽市 |
| 答 志 郡 | 鳥羽城下   | 明治4年 大里町      | 明治11年 鳥羽町     | 鳥羽町                     | 鳥羽町                       | 昭和29年11月1日 鳥羽市     | 鳥羽市                 | 鳥羽市                 | 鳥羽市 |
| 答 志 郡 | 鳥羽城下   | 明治4年 横町        | 明治11年 鳥羽町     | 鳥羽町                     | 鳥羽町                       | 昭和29年11月1日 鳥羽市     | 鳥羽市                 | 鳥羽市                 | 鳥羽市 |
| 答 志 郡 | 鳥羽城下   | 明治4年 中之郷      | 明治11年 鳥羽町     | 鳥羽町                     | 鳥羽町                       | 昭和29年11月1日 鳥羽市     | 鳥羽市                 | 鳥羽市                 | 鳥羽市 |
| 答 志 郡 | 鳥羽城下   | 明治4年 藤之郷      | 明治11年 鳥羽町     | 鳥羽町                     | 鳥羽町                       | 昭和29年11月1日 鳥羽市     | 鳥羽市                 | 鳥羽市                 | 鳥羽市 |
| 答 志 郡 | 鳥羽城下   | 明治4年 奥谷        | 明治11年 鳥羽町     | 鳥羽町                     | 鳥羽町                       | 昭和29年11月1日 鳥羽市     | 鳥羽市                 | 鳥羽市                 | 鳥羽市 |
| 答 志 郡 | 鳥羽城下   | 明治4年 錦町        | 明治11年 鳥羽町     | 鳥羽町                     | 鳥羽町                       | 昭和29年11月1日 鳥羽市     | 鳥羽市                 | 鳥羽市                 | 鳥羽市 |
| 答 志 郡 | 小浜村     | 小浜村              | 小浜村              | 鳥羽町                     | 鳥羽町                       | 昭和29年11月1日 鳥羽市     | 鳥羽市                 | 鳥羽市                 | 鳥羽市 |
| 答 志 郡 | 竪神村     | 竪神村              | 竪神村              | 鳥羽町                     | 鳥羽町                       | 昭和29年11月1日 鳥羽市     | 鳥羽市                 | 鳥羽市                 | 鳥羽市 |
| 答 志 郡 | 坂手村     | 坂手村              | 坂手村              | 坂手村                     | 昭和17年6月10日 鳥羽町に編入 | 昭和29年11月1日 鳥羽市     | 鳥羽市                 | 鳥羽市                 | 鳥羽市 |
| 答 志 郡 | 神島村     | 神島村              | 神島村              | 神島村                     | 神島村                       | 昭和29年11月1日 鳥羽市     | 鳥羽市                 | 鳥羽市                 | 鳥羽市 |
| 答 志 郡 | 答志村     | 答志村              | 答志村              | 答志村                     | 答志村                       | 昭和29年11月1日 鳥羽市     | 鳥羽市                 | 鳥羽市                 | 鳥羽市 |
| 答 志 郡 | 菅島       | 菅島                | 菅島                | 答志村                     | 明治30年5月31日 分立 菅島村  | 昭和29年11月1日 鳥羽市     | 鳥羽市                 | 鳥羽市                 | 鳥羽市 |
| 答 志 郡 | 桃取村     | 桃取村              | 桃取村              | 答志村                     | 明治30年5月31日 分立 桃取村  | 昭和29年11月1日 鳥羽市     | 鳥羽市                 | 鳥羽市                 | 鳥羽市 |
| 答 志 郡 | 岩倉村     | 岩倉村              | 岩倉村              | 加茂村                     | 加茂村                       | 昭和29年11月1日 鳥羽市     | 鳥羽市                 | 鳥羽市                 | 鳥羽市 |
| 答 志 郡 | 船津村     | 船津村              | 船津村              | 加茂村                     | 加茂村                       | 昭和29年11月1日 鳥羽市     | 鳥羽市                 | 鳥羽市                 | 鳥羽市 |
| 答 志 郡 | 河内村     | 河内村              | 河内村              | 加茂村                     | 加茂村                       | 昭和29年11月1日 鳥羽市     | 鳥羽市                 | 鳥羽市                 | 鳥羽市 |
| 答 志 郡 | 松尾村     | 松尾村              | 松尾村              | 加茂村                     | 加茂村                       | 昭和29年11月1日 鳥羽市     | 鳥羽市                 | 鳥羽市                 | 鳥羽市 |
| 答 志 郡 | 白木村     | 白木村              | 白木村              | 加茂村                     | 加茂村                       | 昭和29年11月1日 鳥羽市     | 鳥羽市                 | 鳥羽市                 | 鳥羽市 |
| 答 志 郡 | 安楽島村   | 安楽島村            | 安楽島村            | 加茂村                     | 加茂村                       | 昭和29年11月1日 鳥羽市     | 鳥羽市                 | 鳥羽市                 | 鳥羽市 |
| 答 志 郡 | 浦村       | 浦村                | 浦村                | 鏡浦村                     | 鏡浦村                       | 昭和29年11月1日 鳥羽市     | 鳥羽市                 | 鳥羽市                 | 鳥羽市 |
| 答 志 郡 | 石鏡村     | 石鏡村              | 石鏡村              | 鏡浦村                     | 鏡浦村                       | 昭和29年11月1日 鳥羽市     | 鳥羽市                 | 鳥羽市                 | 鳥羽市 |
| 答 志 郡 | 相差村     | 相差村              | 相差村              | 長岡村                     | 長岡村                       | 昭和29年11月1日 鳥羽市     | 鳥羽市                 | 鳥羽市                 | 鳥羽市 |
| 答 志 郡 | 国崎村     | 国崎村              | 国崎村              | 長岡村                     | 長岡村                       | 昭和29年11月1日 鳥羽市     | 鳥羽市                 | 鳥羽市                 | 鳥羽市 |
| 答 志 郡 | 畔蛸村     | 畔蛸村              | 畔蛸村              | 長岡村                     | 長岡村                       | 昭和29年11月1日 鳥羽市     | 鳥羽市                 | 鳥羽市                 | 鳥羽市 |
| 答 志 郡 | 千賀村     | 千賀村              | 千賀村              | 長岡村                     | 長岡村                       | 昭和29年11月1日 鳥羽市     | 鳥羽市                 | 鳥羽市                 | 鳥羽市 |
| 答 志 郡 | 堅子村     | 堅子村              | 堅子村              | 長岡村                     | 長岡村                       | 昭和29年11月1日 鳥羽市     | 鳥羽市                 | 鳥羽市                 | 鳥羽市 |
| 答 志 郡 | 上之郷村   | 上之郷村            | 上之郷村            | 磯部村                     | 磯部村                       | 磯部村                     | 昭和30年2月11日 磯部町 | 平成16年10月1日 志摩市 | 志摩市 |
| 答 志 郡 | 下之郷村   | 下之郷村            | 下之郷村            | 磯部村                     | 磯部村                       | 磯部村                     | 昭和30年2月11日 磯部町 | 平成16年10月1日 志摩市 | 志摩市 |
| 答 志 郡 | 飯浜村     | 飯浜村              | 飯浜村              | 磯部村                     | 磯部村                       | 磯部村                     | 昭和30年2月11日 磯部町 | 平成16年10月1日 志摩市 | 志摩市 |
| 答 志 郡 | 山田村     | 山田村              | 山田村              | 磯部村                     | 磯部村                       | 磯部村                     | 昭和30年2月11日 磯部町 | 平成16年10月1日 志摩市 | 志摩市 |
| 答 志 郡 | 沓掛村     | 沓掛村              | 沓掛村              | 磯部村                     | 磯部村                       | 磯部村                     | 昭和30年2月11日 磯部町 | 平成16年10月1日 志摩市 | 志摩市 |
| 答 志 郡 | 五知村     | 五知村              | 五知村              | 磯部村                     | 磯部村                       | 磯部村                     | 昭和30年2月11日 磯部町 | 平成16年10月1日 志摩市 | 志摩市 |
| 答 志 郡 | 迫間村     | 迫間村              | 迫間村              | 磯部村                     | 磯部村                       | 磯部村                     | 昭和30年2月11日 磯部町 | 平成16年10月1日 志摩市 | 志摩市 |
| 答 志 郡 | 築地村     | 築地村              | 築地村              | 磯部村                     | 磯部村                       | 磯部村                     | 昭和30年2月11日 磯部町 | 平成16年10月1日 志摩市 | 志摩市 |
| 答 志 郡 | 恵利原村   | 恵利原村            | 恵利原村            | 磯部村                     | 磯部村                       | 磯部村                     | 昭和30年2月11日 磯部町 | 平成16年10月1日 志摩市 | 志摩市 |
| 答 志 郡 | 穴川村     | 穴川村              | 穴川村              | 磯部村                     | 磯部村                       | 磯部村                     | 昭和30年2月11日 磯部町 | 平成16年10月1日 志摩市 | 志摩市 |
| 答 志 郡 | 坂崎村     | 坂崎村              | 坂崎村              | 磯部村                     | 磯部村                       | 磯部村                     | 昭和30年2月11日 磯部町 | 平成16年10月1日 志摩市 | 志摩市 |
| 度 会 郡 | 栗木広新田 | 栗木広新田          | 栗木広新田          | 神原村 の一部              | 神原村の一部                 | 神原村の一部               | 昭和30年2月11日 磯部町 | 平成16年10月1日 志摩市 | 志摩市 |
| 度 会 郡 | 檜山村     | 檜山村              | 檜山村              | 神原村 の一部              | 神原村の一部                 | 神原村の一部               | 昭和30年2月11日 磯部町 | 平成16年10月1日 志摩市 | 志摩市 |
| 度 会 郡 | 山原村     | 山原村              | 山原村              | 神原村 の一部              | 神原村の一部                 | 神原村の一部               | 昭和30年2月11日 磯部町 | 平成16年10月1日 志摩市 | 志摩市 |
| 答 志 郡 | 的矢村     | 的矢村              | 的矢村              | 的矢村                     | 的矢村                       | 的矢村                     | 昭和30年2月11日 磯部町 | 平成16年10月1日 志摩市 | 志摩市 |
| 答 志 郡 | 三ヶ所村   | 三ヶ所村            | 三ヶ所村            | 的矢村                     | 的矢村                       | 的矢村                     | 昭和30年2月11日 磯部町 | 平成16年10月1日 志摩市 | 志摩市 |
| 答 志 郡 | 渡鹿野村   | 渡鹿野村            | 渡鹿野村            | 的矢村                     | 的矢村                       | 的矢村                     | 昭和30年2月11日 磯部町 | 平成16年10月1日 志摩市 | 志摩市 |
| 答 志 郡 | 安乗村     | 安乗村              | 安乗村              | 安乗村                     | 安乗村                       | 安乗村                     | 昭和30年1月1日 阿児町  | 平成16年10月1日 志摩市 | 志摩市 |
| 答 志 郡 | 国府村     | 国府村              | 国府村              | 国府村                     | 国府村                       | 国府村                     | 昭和30年1月1日 阿児町  | 平成16年10月1日 志摩市 | 志摩市 |
| 英 虞 郡 | 鵜方村     | 鵜方村              | 鵜方村              | 鵜方村                     | 鵜方村                       | 昭和26年1月1日 町制 鵜方町 | 昭和30年1月1日 阿児町  | 平成16年10月1日 志摩市 | 志摩市 |
| 英 虞 郡 | 神明浦村   | 神明浦村            | 神明浦村            | 鵜方村                     | 明治30年5月31日 分立 神明村  | 神明村                     | 昭和30年1月1日 阿児町  | 平成16年10月1日 志摩市 | 志摩市 |
| 英 虞 郡 | 甲賀村     | 甲賀村              | 甲賀村              | 甲賀村                     | 甲賀村                       | 甲賀村                     | 昭和30年1月1日 阿児町  | 平成16年10月1日 志摩市 | 志摩市 |
| 英 虞 郡 | 立神村     | 立神村              | 立神村              | 立神村                     | 立神村                       | 立神村                     | 昭和30年1月1日 阿児町  | 平成16年10月1日 志摩市 | 志摩市 |
| 英 虞 郡 | 志島村     | 志島村              | 志島村              | 三和村                     | 明治27年2月13日 志島村       | 志島村                     | 昭和30年1月1日 阿児町  | 平成16年10月1日 志摩市 | 志摩市 |
| 英 虞 郡 | 畔名村     | 畔名村              | 畔名村              | 三和村                     | 明治27年2月13日 名田村       | 昭和29年8月1日 大王町      | 大王町                 | 平成16年10月1日 志摩市 | 志摩市 |
| 英 虞 郡 | 名田村     | 名田村              | 名田村              | 三和村                     | 明治27年2月13日 畔名村       | 昭和29年8月1日 大王町      | 大王町                 | 平成16年10月1日 志摩市 | 志摩市 |
| 英 虞 郡 | 波切村     | 波切村              | 波切村              | 波切村                     | 昭和3年8月1日 町制 波切町    | 昭和29年8月1日 大王町      | 大王町                 | 平成16年10月1日 志摩市 | 志摩市 |
| 英 虞 郡 | 船越村     | 船越村              | 船越村              | 船越村                     | 船越村                       | 昭和29年8月1日 大王町      | 大王町                 | 平成16年10月1日 志摩市 | 志摩市 |
| 英 虞 郡 | 浜島村     | 浜島村              | 浜島村              | 浜島村                     | 大正8年10月1日 町制 浜島町   | 浜島町                     | 浜島町                 | 平成16年10月1日 志摩市 | 志摩市 |
| 英 虞 郡 | 南張村     | 南張村              | 南張村              | 浜島村                     | 大正8年10月1日 町制 浜島町   | 浜島町                     | 浜島町                 | 平成16年10月1日 志摩市 | 志摩市 |
| 英 虞 郡 | 檜山路村   | 檜山路村            | 檜山路村            | 浜島村                     | 大正8年10月1日 町制 浜島町   | 浜島町                     | 浜島町                 | 平成16年10月1日 志摩市 | 志摩市 |
| 英 虞 郡 | 塩屋村     | 塩屋村              | 塩屋村              | 浜島村                     | 大正8年10月1日 町制 浜島町   | 浜島町                     | 浜島町                 | 平成16年10月1日 志摩市 | 志摩市 |
| 英 虞 郡 | 迫子村     | 迫子村              | 迫子村              | 浜島村                     | 大正8年10月1日 町制 浜島町   | 浜島町                     | 浜島町                 | 平成16年10月1日 志摩市 | 志摩市 |
| 英 虞 郡 | 和具村     | 和具村              | 和具村              | 和具村                     | 昭和14年7月1日 町制 和具町   | 昭和29年12月1日 志摩町     | 志摩町                 | 平成16年10月1日 志摩市 | 志摩市 |
| 英 虞 郡 | 片田村     | 片田村              | 片田村              | 片田村                     | 片田村                       | 昭和29年12月1日 志摩町     | 志摩町                 | 平成16年10月1日 志摩市 | 志摩市 |
| 英 虞 郡 | 布施田村   | 布施田村            | 布施田村            | 布施田村                   | 布施田村                     | 昭和29年12月1日 志摩町     | 志摩町                 | 平成16年10月1日 志摩市 | 志摩市 |
| 英 虞 郡 | 越賀村     | 越賀村              | 越賀村              | 越賀村                     | 越賀村                       | 昭和29年12月1日 志摩町     | 志摩町                 | 平成16年10月1日 志摩市 | 志摩市 |
| 英 虞 郡 | 御座村     | 御座村              | 御座村              | 御座村                     | 御座村                       | 昭和29年12月1日 志摩町     | 志摩町                 | 平成16年10月1日 志摩市 | 志摩市 |

## 行政
歴代郡長
| 代 | 氏名         | 就任年月日                | 退任年月日                | 備考                   |
| -- | ------------ | ------------------------- | ------------------------- | ---------------------- |
| 1  | 勝島政次郎   | 明治29年（1896年）4月1日  |                           |                        |
| 2  | 北原保重     | 明治33年（1900年）6月28日 |                           |                        |
| 3  | 西塚宗吾     | 明治43年（1910年）6月21日 |                           |                        |
| 4  | 大山元史     | 明治45年（1912年）6月22日 |                           |                        |
| 5  | 鎌田千代之助 | 大正4年（1915年）4月21日  |                           |                        |
| 6  | 加藤信太郎   | 大正8年（1919年）8月21日  |                           |                        |
| 7  | 鳥山利隆     | 大正9年（1920年）12月4日  |                           |                        |
| 8  | 神鳥徳男     | 大正11年（1922年）5月13日 | 大正15年（1926年）6月30日 | 郡役所廃止により、廃官 |